# Luke Greenfield
Pour les articles homonymes, voir Greenfield.
Luke Greenfield est un réalisateur, producteur et scénariste américain né le 5 février 1972 à Manhasset à New York (États-Unis).

## Filmographie

### comme réalisateur
- 2000 : The Right Hook
- 2001 : Animal! L'animal... (The Animal)
- 2002 : Go Sick (TV)
- 2004 : The Girl Next Door (The Girl Next Door)
- 2006 : House Broken (TV)
- 2011 : Duo à trois (Something Borrowed)
- 2014 : Let's Be Cops

### comme producteur
- 2006 : House Broken (TV)

### comme scénariste
- 2000 : The Right Hook